# Ильюшин, Иван Макарович
Иван Макарович Ильюшин (бел. Іван Макаравіч Ільюшын; 18 июня (1 июля) 1903 года, дер. Прокшеничи, Могилевский уезд, Могилёвская губерния, Российская империя — 5 октября 1997 года, Минск, Белоруссия) — советский государственный деятель и учёный, член-корреспондент АН Белорусской ССР, заместитель председателя СНК-Совета Министров Белорусской ССР (1944—1947), министр просвещения Белорусской ССР (1951—1961).

## Биография
Родился в крестьянской семье.
Окончил педагогический техникум, в 1930 г. — Белорусский государственный университет им. В. И. Ленина. В 1932 г. окончил аспирантуру при АН БССР. Главные научные интересы молодого учёного были связаны с разработкой проблем национального вопроса и пролетарского интернационализма.
- 1932—1937 гг. — старший научный сотрудник, учёный секретарь Института философии (с 1935 — Институт философии, советского строительства и права) АН БССР, одновременно преподавал в вузах Минска,
- 1937—1941 гг. — заведующий кафедрой Белорусского института физической культуры и заведующий кафедрой БГУ,
- 1941—1943 гг. — доцент, заведующий кафедрой Ташкентского финансово-экономического института, одновременно заведующий отделом Бухарской областного комитета КП Узбекистана,
- 1943—1944 гг. — заместитель заведующего отделом ЦК КП Белоруссии, в 1944—1946 — главный редактор журнала «Большевик Беларуси»,
- 1944—1947 гг; — заместитель председателя СНК-Совета Министров Белорусской ССР,
- 1947—1951 гг. — директор возрожденного Института философии и права АН Белорусской ССР, главный учёный секретарь Президиума АН Белорусской ССР,
- 1951—1961 гг. — министр просвещения Белорусской ССР,
- 1962—1975 гг. — заведующий кафедрой Минского радиотехнического института.

В 1950 г. был избран членом-корреспондентом АН Белорусской ССР. Автор около 50 научных работ, в том числе 2 монографий. Среди научных трудов: «О некоторых вопросах развития общественной мысли в Белоруссии», «Развитие белорусского социалистической культуры за 30 лет», «Ленинский принцип самоопределения наций и образование БССР».
Член ЦК КП Белоруссии (1952—1961). Депутат Верховного Совета Белорусской ССР 2-5-го созывов.
Принимал участие в подготовке материалов и документов, связанных с руководством партизанского движения на территории Беларуси в годы Великой Отечественной войны 1941—1945 гг.
Долгое время являлся председателем Белорусского отделения Советского общества дружбы с ГДР.

## Награды и звания
Награжден орденами Ленина, Трудового Красного Знамени, Отечественной войны І степени, «Знак Почёта».